# Француска источноиндијска компанија
Француска источноиндијска компанија (фр. Compagnie des Indes Orientales) је комерцијално предузеће, основано 1664. са задатком да се супротстави Британцима и Холанђанима. Основао ју је Жан Батист Колбер, а привилегије јој је дао краљ Луј XIV због трговине на источној хемисфери.
Први генерални директор компаније био је Франсоа де ла Фаје, уз кога су била два директора две најуспешније трговачке организације у то време: Франсоа Карон, који је провео 30 година радећи за Холандску источноиндијску компанију, укључујући више од 20 година у Јапану и и Маркара Аванчинц, јерменски трговац из Исфахана, Персија.

## Историја
Године 1604, француски краљ  Анри IV одобрио је оснивање Источноиндијске компаније, дајући новој фирми 15-годишњи монопол на француску трговину са Источном Индијом. Ова компанија је била претеча истоимене фирме коју је основао Жан Батист Колбер, иако првобитно није било акционарско друштво, већ је финансирала француска круна. На њих су утицали успешни пословни подухвати холандске источноиндијске компаније. Између 1630-их и раних 1660-их, француски напори су били мањи по обиму, али су имали одређени успех. Француски трговачки бродови су прешли Персијски залив, Црвено море и северозападну обалу индијског потконтинента. Комерцијална и капитална експертиза распоређена је у обалним регионима Бретање и Нормандије.
1680-их, компанија је постала несолвентна и нису имали другог избора осим да изнајме свој монопол групи трговаца. Индијска трговина је остала под компанијом отприлике тридесет година. Године 1716. шкотски финансијер Џон Ло стигао је на француски краљевски двор. Француски двор је био у дубокој беди и био је немоћан да покрије своје дугове изазване Ратом за шпанско наслеђе. Ло се обратио Круни са шемом за изградњу националне банке и увођење папирне валуте, што би олакшало прелазак Француске на кредитну економију. Компанија није успела да оснује колонију на Мадагаскару, али је основала луку на оближњим острвима Бурбон и Париска регија (данашњи Реинион и Маурицијус).
До 1719. основала се у Индији, али је фирма била близу банкрота. Исте године „Compagnie des Indes Orientales“ је спојена према закону са другим француским трговачким компанијама да би се формирала „Compagnie Perpétuelle des Indes“. Ово спајање је довело до тога да је компанија била укључена у атлантску трговину робљем увозећи робове у Луизијану. Француска привреда је драстично доживела крах 1721. због Лоових реформи. Након овог догађаја, компанија је поново почела да тргује и насељава се у Индији. Реорганизована корпорација је наставила своју оперативну независност 1723. године.
Компанија, која није навикла ни на конкуренцију ни на званичну немилост, доспела је у стални пад и коначно је ликвидирана 1794. године.